# Pseudanurophorus psammophilus
Pseudanurophorus psammophilus är en urinsektsart som först beskrevs av Potapov och Sophya K. Stebaeva 2002.  Pseudanurophorus psammophilus ingår i släktet Pseudanurophorus, och familjen Isotomidae. Arten är reproducerande i Sverige.